# NGC 6951
NGC 6951 (również NGC 6952, PGC 65086 lub UGC 11604) – galaktyka spiralna z poprzeczką (SBbc), znajdująca się w gwiazdozbiorze Cefeusza w odległości około 61 milionów lat świetlnych. Należy do galaktyk Seyferta typu 2.
Odkrył ją Jérôme Coggia w 1877 roku, jego obserwacja została skatalogowana w New General Catalogue jako NGC 6952. Niezależnie galaktykę odkrył Lewis A. Swift w 1878 roku, ponownie obserwował ją 14 września 1885 roku. Obserwacja Swifta została skatalogowana jako NGC 6951. Dwukrotne skatalogowanie obiektu w katalogu NGC wynikło z błędu pozycji podanej przez Coggię (20’ w deklinacji), w związku z czym mogło się wydawać, że astronomowie ci obserwowali dwa różne obiekty.
W galaktyce NGC 6951 zaobserwowano supernowe SN 1999el, SN 2000E i SN 2015G.